# Fredrik Wennberg
Hugo Fredrik Wennberg, född den 23 juni 1905 i Stockholm, död den 27 april 1970 i Strängnäs, var en svensk militär Han var bror till Sven Wennberg.
Wennberg blev fänrik vid Livregementets grenadjärer 1927, löjtnant där 1931 och kapten 1941. Han var biträdande militärattaché i London 1937–1938, genomgick Krigshögskolan 1940–1942 och var generalstabsaspirant 1943–1945. Wennberg befordrades till major vid pansartrupperna 1946 och till överstelöjtnant 1953. Han var militärattaché i Helsingfors 1951–1955. Wennberg blev riddare av Svärdsorden 1947. Han vilar i en familjegrav på Norra begravningsplatsen utanför Stockholm.